# Шмельцовна
Шмельцовна (чеськ. Šmelcovna) — поселення, розташоване в долині ріки Білий потік (чеськ. Bílý potok) у кадастровому кварталі муніципалітета Явурек; є його основною житловою одиницею. На протилежному березі Білого потоку знаходиться кадастрова межа з муніципалітетом Маршов. Шмельцовна лежить на Кржижановському нагір'ї у 25 кілометрах на північний захід від міста Брно.
Назва поселення походить від німецького «schmelzen», що означає «плавити». У Шмельцовні знаходяться заклади з переробки металу, що функціонували у 1722—1850; на їх основі була утворена «Веверська гута» (чеськ. Veverská huť), власник якої мешкав у замку Вевержі. З місцевої залізної руди виплавлялося залізо; після закриття установ з виплавки та переробки заліза руду возили на металургічні заклади у розташованих неподалік Заставці та Степановичах, що працювали на коксі. В околицях Шмельцовни й сьогодні збереглися штольні та залишки давніх металургічних закладів.
Нині у селі знаходиться декілька садиб та велика кількість хат, каплиця Божої Матері, побудована у 1905. Визнаним центром місцевого життя є таверна «У Чадіку» (чеськ. U Čadíků).
У долині Білого потоку на території Шмельцовни росте мох Schistostega osmundacea, який під час темряви випромінює смарагдове зелене світло.

## Винесення Марениу Шмельцовні
Шмельцовна має популярність серед піших та велотуристів. Починаючи з 1902 тут кожної першої весняної неділі відзначається винесення Марени, в ході якого опудало Марени кидають у Білий потік. Традицію започаткувала туристична спілка «NOHA» (Брно), у 1912—1933 у святкуванні брав участь і поет Петр Безруч. У 1968 на честь цього біля дороги на Явурек була відкрита пам'ятна дошка.
Більша частина відвідувачів свята винесення Марени приходить пішки по спеціально визначених туристичних маршрутах з Явурку, Маршова або долиною Білого потоку з Веверської Бітишки.